# Julianowo (powiat żniński)
Julianowo – wieś w Polsce położona w województwie kujawsko-pomorskim, w powiecie żnińskim, w gminie Barcin przy drodze wojewódzkiej nr. 254. Wieś jest częścią składową sołectwa Barcin-Wieś.
W latach 1975–1998 miejscowość należała administracyjnie do województwa bydgoskiego.